# Ectoedemia trinotata
Ectoedemia trinotata là một loài bướm đêm thuộc họ Nepticulidae. Nó được tìm thấy ở Ohio.

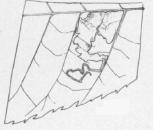
Mine

Sải cánh dài 4.5–5 mm. Có hai lứa trưởng thành một năm, the mines of the first appearing during the early part of tháng 7 và those of the second generation at the beginning of tháng 9
Ấu trùng ăn Carya cordiformis và Carya ovata. The mine the leaves of their host plant. ==Tham khảo==